# Dakore Akande
Dakore Akande (Estado de Bayelsa, 14 de octubre de 1978) es una actriz nigeriana.

## Biografía
Dakore nació en el Estado de Bayelsa. Luego realizó sus estudios en los estados de Lagos y Bauchi. Ingresó a la carrera de comunicación en la Universidad de Lagos pero abandonó al poco tiempo. En la actualidad está casada y tiene dos hijos.
Aparte de su extensa filmografía, en septiembre de 2019, Dakore empezó a presentar un programa de entrevistas titulado Vivencias. Allí ha entrevistado a varias personalidades notables como Kelli Ali, Adelaide Damoah y Desdamona.

## Filmografía
Dakore ha actuado en más de 50 películas. A continuación se presentan las producciones más destacadas de su filmografía.
- Peace of Flesh
- Men do Cry
- Emotional Crack
- Shattered Illusion
- When the Going gets Tough
- Playboy
- Oracle
- Hole in the Heart
- Silent Tears
- 11 days & 11 Nights
- Operation KTP
- Playboy
- Silent Tears
- Emotional Cry
- Caught in the Middle (2007)
- Journey to Self (2013)
- Lunch Time Heroes (2015)
- Fifty (2015)
- Isoken (2017)
- Chief Daddy (2018)

- The Set Up (2019)
- Coming from Insanity (2019)